# Tapotzingo
Tapotzingo es una localidad del municipio de Nacajuca ubicado en la subregión centro del estado mexicano de Tabasco.

## Geografía
La localidad de Tapotzingo se sitúa en las coordenadas geográficas 18°12′15″N 93°01′04″O / 18.204167, -93.017778, a una elevación de 1 metro sobre el nivel del mar.

## Demografía
Según el Conteo de Población y Vivienda 2020, efectuado por el Instituto Nacional de Estadística y Geografía, la localidad de Tapotzingo tiene 3,302 habitantes, de los cuales 1,587 son del sexo masculino y 1,715 del sexo femenino. Su tasa de fecundidad es de 2.19 hijos por mujer y tiene 803 viviendas particulares habitadas.
| Gráfica de evolución demográfica de Tapotzingo entre 1900 y 2020 |
|                                                                  |
| INEGI.                                                           |